# Schlacht bei Landshut 1809
Sacile – Teugn-Hausen – Weichselfeldzug – Raszyn – Abensberg – Landshut – Eggmühl – Regensburg – Neumarkt – Ebelsberg – Piave – Aspern – Sankt Michael – Stralsund – Bergisel – Raab/Győr – Graz – Wagram – Korneuburg – Stockerau – Gefrees – Hollabrunn (Schöngrabern) – Znaim – Walcheren–Schlacht an der Baskischen Reede

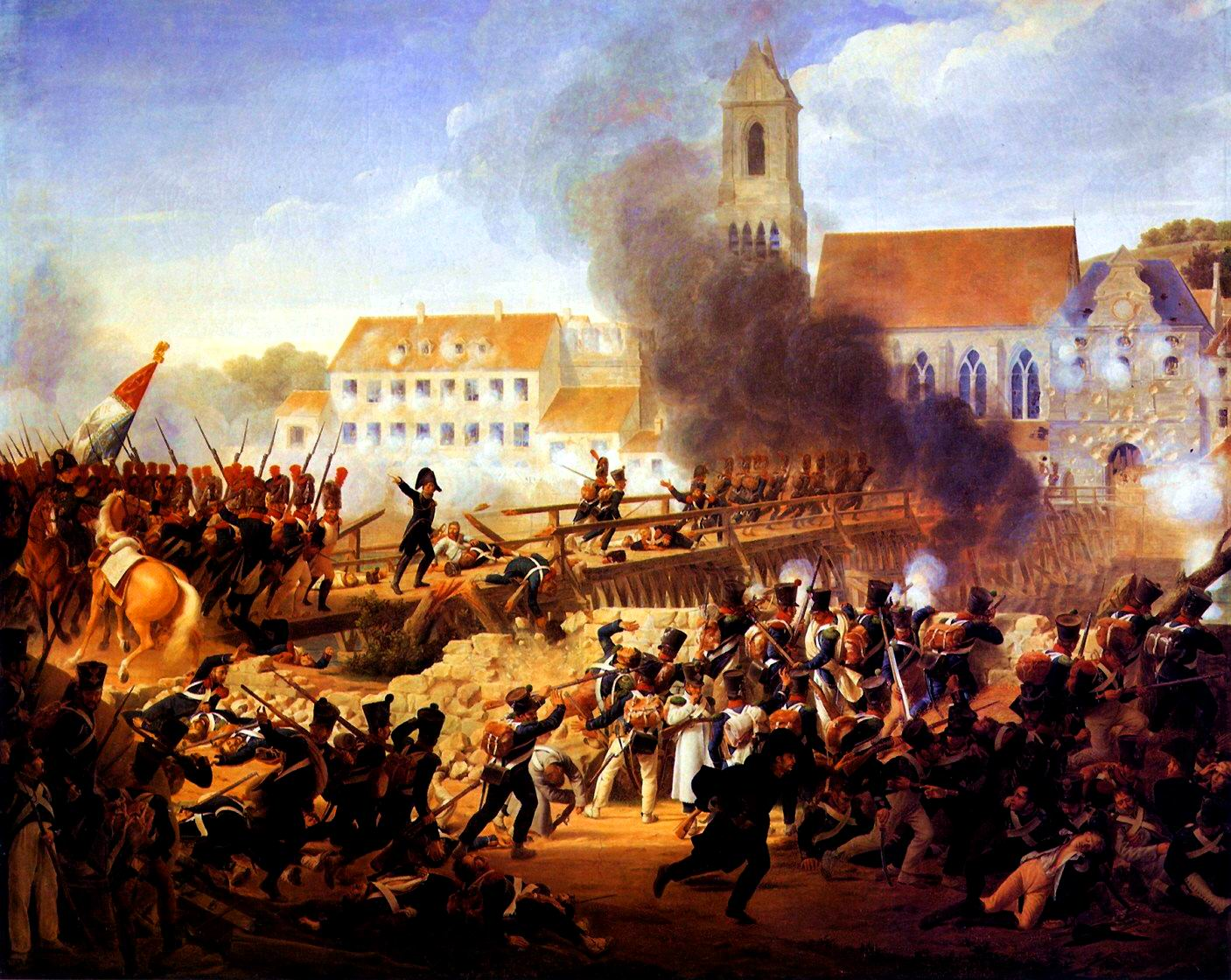
Erstürmung der Brücke von Landshut (1809) Gemälde von Louis Hersent (1777–1860)

Schlacht bei Landshut. Kurz nach Beginn des Krieges zwischen Österreich und Frankreich (→Fünfter Koalitionskrieg) im Frühjahr 1809 kam es um den Besitz der Isarbrücken zu zwei größeren Gefechten um Landshut. Das erste Gefecht fand am 16. April beim Vormarsch der österreichischen Armee statt; das zweite Gefecht, das häufig auch als Schlacht bei Landshut bezeichnet wird, am 21. April beim Rückzug des linken österreichischen Flügels nach der →Schlacht bei Abensberg. Die beiden Gefechte waren Teil des Feldzuges bei Regensburg, in dem das österreichische Heer unter Erzherzog Karl von Kaiser Napoleon entscheidend geschlagen wurde und daraufhin wieder nach Österreich zurückweichen musste (→ Hauptartikel Schlacht bei Regensburg).

## Die Vorgeschichte
Am 9. April 1809 erklärte Österreich nach längeren diplomatischen Spannungen Frankreich den Krieg. Kurz nach Übergabe der Kriegserklärung überschritten österreichische Truppen zwischen Eger im Norden und Kärnten im Süden die Grenze zum französischen Herrschaftsbereich, zu dem auch der Rheinbund und damit auch das Königreich Bayern zählte. Dort hatte seit Ende Februar Kaiser Napoleon auch den größten Teil seiner Truppen in Deutschland versammelt. Am 10. April überquerte die österreichische Hauptarmee (rund 130.000 Mann) zwischen Schärding und Braunau den Inn und rückte dann über Pfarrkirchen und Vilsbiburg langsam zur niederbayerischen Hauptstadt vor. Die bayerische Armee hatte nahe der Grenze nur Vorposten stationiert, die sich nach der österreichischen Grenzüberschreitung befehlsgemäß langsam zurückzogen.

## Die Gefechte

### Erstes Gefecht von Landshut am 16. April 1809
Nach der österreichischen Kriegserklärung erhielt Divisionsgeneral Deroy Befehl, mit seiner Division (die bayerische 3. Armee-Division) die Isarübergänge von Moosburg und Landshut zu besetzen, um dort den Vormarsch der Österreicher möglichst lange zu verzögern und der französischen Armee (einschließlich der Kontingente der Rheinbundstaaten) ausreichend Zeit zu geben, sich zwischen Augsburg, Ingolstadt und Neustadt an der Donau zu versammeln. Zu diesem Zweck ließ Deroy in Landshut zahlreiche Häuser in der Nähe der Brücke auf dem linken (nördlichen) Ufer der Isar räumen und sie feldmäßig befestigen. Anschließend zog er zusätzlich noch seine Truppen aus Moosburg heran, nachdem diese dort die Brücke abgebrochen hatten.
Als am frühen Morgen des 16. Aprils die Vorhut des V. österreichischen Armeekorps unter General Radetzky in Landshut ankam, fand sie die eigentliche Stadt Landshut vom Feind verlassen, dafür waren die Brücken über den Fluss vollständig abgebrochen und die Häuser am Nordufer der Isar im Vorort Seligenthal von bayerischen Truppen besetzt. Auf den Höhen dahinter war die Division Deroy aufmarschiert (etwa zwischen Altdorf und Ergolding). Daher konnten die Österreicher erst dann einen ernsthaften Versuch wagen, den Fluss zu überschreiten, als das gesamte V. Armeekorps von Erzherzog Ludwig mit seiner schweren Artillerie nachgerückt war. Unter deren Schutz unternahmen die Österreicher kurz nach 10 Uhr den ersten Versuch, den Fluss zu überschreiten, was erst gelang, als in der Vorstadt auf der Nordseite des Flusses mehrere Häuser in Brand gerieten, was die bayerischen Soldaten dort zum Rückzug zwang. Wegen des trotzdem fortgesetzten Widerstands von Teilen der bayerischen Infanterie gelang es jedoch erst gegen 14 Uhr, eine der Brücken soweit herzustellen, dass die österreichische Vorhut unter Radetzky den Fluss überqueren und langsam nach Norden vordringen konnte. Wenige Zeit später erhielt General Deroy die Meldung, dass österreichische Truppen sowohl bei Dingolfing als auch bei Moosburg bereits die Isar überschritten hätten. Da er dadurch seine Stellung bedroht sah und fürchtete, vom Rückzug abgeschnitten zu werden, befahl er den Rückzug seiner Division nach Abensberg. Dies war bereits vorher als Sammelpunkt für das Armeekorps von Marschall Lefebvre bestimmt worden, zu dem auch die bayerischen Truppen gehörten.

### Zweites Gefecht von Landshut am 21. April 1809 („die Schlacht von Landshut“)

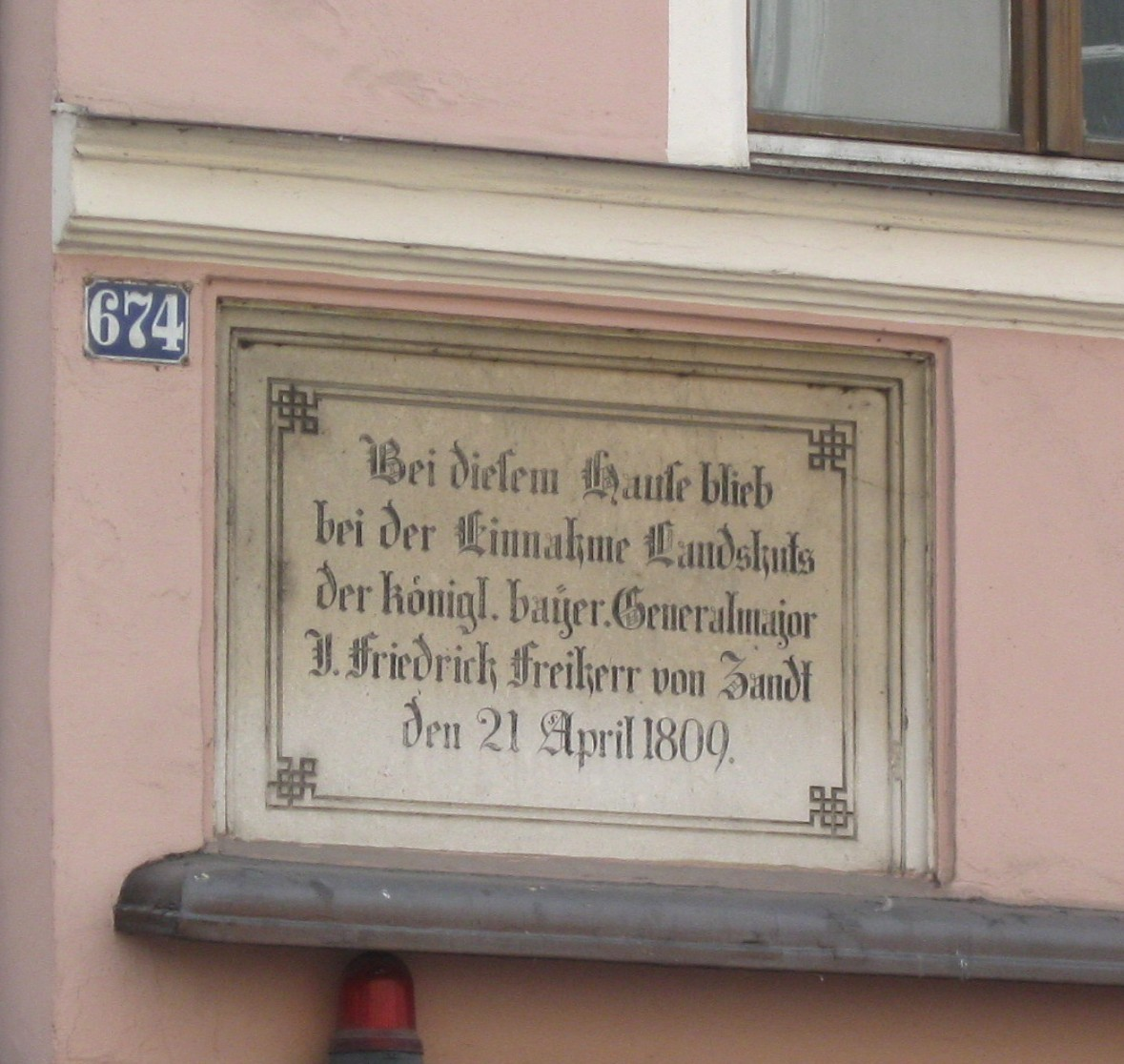
Gedenktafel für den gefallenen bayrische Generalmajor Friedrich von Zandt

Nach der Schlacht von Abensberg am 20. April wurden die V. und VI. österreichischen Armeekorps nach Südosten abgedrängt und zogen sich anschließend über Rottenburg bzw. Pfeffenhausen nach Landshut zurück, wo sie in der Nacht oder in den frühen Morgenstunden des 21. Aprils fast gleichzeitig ankamen. Der österreichische Durchmarsch durch die (Altstadt von) Landshut wurde vor allem dadurch behindert, dass die einzige Fahrstraße nach Süden durch einen engen und steilen Hohlweg neben der Burg Trausnitz über die Hügel südlich der Isar führte. Daher erreichte Kaiser Napoleon in Begleitung von vier Infanteriedivisionen bereits die Höhen nördlich von Landshut, noch bevor die österreichischen Truppen vollständig die Isar überquert hatten. Die französische Artillerie, die Napoleon auffahren ließ, richtete unter den zahlreichen Fuhrwerken, die noch vor den Isarbrücken warteten, in kurzer Zeit ein furchtbares Chaos an. Die brennenden Fahrzeuge und die durchgehenden Pferde hinderten auch die drei österreichischen Bataillone, die beim Kloster Seligenthal zurückgeblieben waren, um den Rückzug der Kolonnen zu decken, am Aufbau einer durchgehenden Verteidigungslinie. Dennoch konnten die Franzosen erst nach einem längeren Kampf unter dem Schutz ihrer schweren Artillerie die Vorstadt links der Isar erstürmen und anschließend die Brücke über den Fluss überqueren, die sie fast gleichzeitig mit den zurückgehenden Österreichern erreicht hatten, noch bevor diese Zeit hatten, das Stadttor an der Isarbrücke zu schließen.
Anschließend kam es zu einem erbitterten Kampf in den Straßen von Landshut, die von brennenden und umgeworfenen Fuhrwagen verstopft waren. Dabei hielt die österreichische Nachhut trotz ihrer Unterzahl hartnäckig so lange stand, bis schließlich die Artillerie und der Rest des Fuhrparks auf die Höhen südlich der Stadt gebracht waren. Da mittlerweile die Vorhuten des Armeekorps von Marschall Masséna bereits bei Golding (etwa 5 km westlich von Landshut) zu den Hügeln hinter der Burg Trausnitz hinaufmarschierten, befahl Feldmarschalleutnant Hiller, der den Oberbefehl über den linken österreichischen Flügel innehatte, den Rückzug seiner ganzen Armee bis hinter die
Vils und anschließend hinter den Inn.
In dieser zweiten Schlacht um Landshut verloren die Österreicher rund 2.500 Tote und Verwundete sowie in etwa noch einmal dieselbe Anzahl an Gefangenen. Die genaue Anzahl der Verluste auf französischer Seite wird nicht angegeben. Gefallen ist auch der bayrische Generalmajor Friedrich von Zandt.

## Die Folgen
Nach dem relativ raschen Verlust von Landshut und der Isar-Barriere war die österreichische Armee endgültig in zwei Teile zerbrochen. Ohne die Möglichkeit, in nächster Zeit wieder eine direkte Verbindung zur Hauptarmee unter Generalissimus Erzherzog Karl aufzunehmen, der sich in die Oberpfalz zurückziehen musste, sah Feldmarschalleutnant Hiller sich gezwungen, seine Truppen zuerst zur Vils und dann schrittweise wieder nach Österreich zurückzuziehen.